# Ducado de Nochera

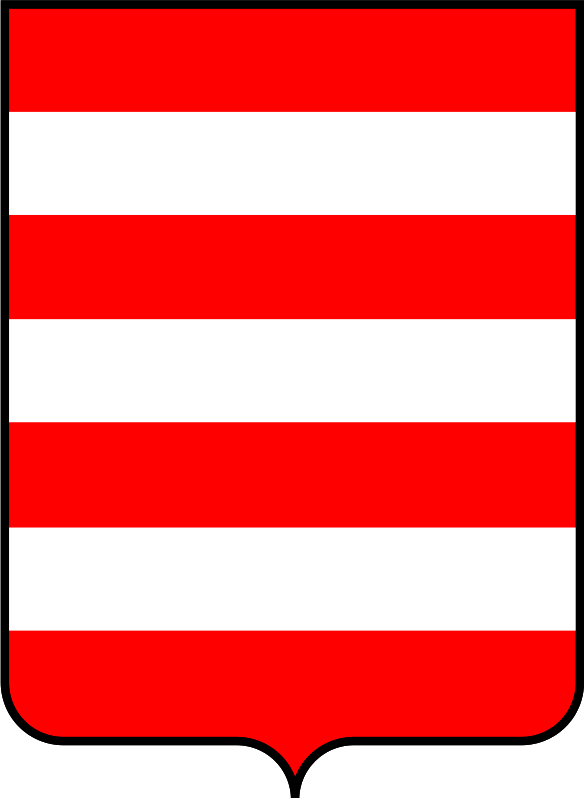
Escudo de la familia Carrafa, titulares del primitivo ducado di Nocera.

Escudo de Benifayó, provincia de Valencia, de donde fueron barones la familia Falcó, duques de Nochera.

El ducado de Nochera es un título nobiliario español, creado en Nápoles por el rey Felipe IV el 10 de agosto de 1656 a favor de Francisco Moura y Corte Real y Melo, iii marqués de Castel-Rodrigo y iv conde de Lumiares.
El título se creó sobre el Reino de Nápoles, con la denominación originaria de duca di Nocera. 
Fue rehabilitado por Alfonso XIII, en 1922, a favor de Alfonso Falcó y de la Gándara, xvi marqués de Castel-Rodrigo, xi barón de Benifayó, con la denominación actual de duque de Nochera.
Su denominación originaria hace referencia a la localidad de Nocera, provincia de Salerno, en la región italiana de Campania.

## Nota
El título de duca di Nocera, se había creado anteriormente en 1523, pero este ducado primitivo se extinguió en 1642, por lo que el actual ducado de Nochera proviene del creado en 1656.
Del primitivo título de duca di Nocera, cabe destacar a Francisco María Carraffa (m. 1642), último duca di Nocera.

## Duques de Nochera
|                                                    | Titular | Periodo                                  |
| Creación por Felipe IV (Ducas di Nocera)           | Creación por Felipe IV (Ducas di Nocera) | Creación por Felipe IV (Ducas di Nocera) |
| -------------------------------------------------- | --- | ---------------------------------------- |
| i                                                  | Francisco de Moura Corte Real y Melo | 1656-1675                                |
| ii                                                 | Leonor de Moura y Moncada de Aragón | 1676-1706                                |
| iii                                                | Juana de Moura y Moncada de Aragón destituida por felonía en 1707 por el nuevo rey (y futuro emperador) Carlos de Habsburgo de Austria; titular hasta su muerte según la ley española | 1706-1717                                |
| iv.1                                               | Luigi Pio di Savoia investido en lugar de su madre por el nuevo rey Carlos de Habsburgo de Austria; depuesto en 1735 con el advenimiento de la nueva dinastía Borbón                  | 1709- 1735                               |
| iv.2                                               | Francisco Pío de Saboya y Moura titular según la ley española | 1717- 1723                               |
| v                                                  | Gisberto Pío de Saboya y Spínola titular según la ley española y borbónica | 1723-1776                                |
| vi                                                 | Isabel María Pío de Saboya y Spínola | 1776-1799                                |
| vii                                                | Antonio Valcárcel y Pío de Saboya | 1799-1808                                |
| viii                                               | Antonio Valcárcel y Pascual de Pobil | 1808-1824                                |
| Rehabilitación de Alfonso XIII (Duques de Nochera) | |                                          |
| ix                                                 | Alfonso Falcó y de la Gándara | 1922-1967                                |
| x                                                  | María Asunción Falcó y de la Gándara | 1967-1971                                |
| xi                                                 | Carlo Ernesto Balbo Bertone di Sambuy | 1971-2005                                |
| xii                                                | Filippo Balbo Bertone di Sambuy y Wagnière | 2005-actual titular                      |

## Historia de los duques de Nochera
- Francisco de Moura Corte Real y Melo (1610-Madrid, 23 de noviembre de 1675),[1] i duca di Nocera, iii marqués de Castel-Rodrigo, ii conde de Lumiares.

Se casó con Anna Moncada d'Aragona, hija de Antonio Moncada d'Aragona, iv duca di Montalto, v duca di Bivona y de Juana de la Cerda, hija de Juan de la Cerda y Aragón, vi duque de Medinaceli. Le sucedió su hija:
- Leonor de Moura y Moncada de Aragón (m. 1706), ii duchessa di Nocera,[2] iv marquesa de Castel-Rodrigo, iii condesa de Lumiares.

Se casó en primeras nupcias con Anielo de Guzmán y Caraffa, hijo de Ramiro Núñez de Guzmán, ii duque de Medina de las Torres, ii marqués del Toral, conde de Arzarcóllar y de Ana Caraffa, vii duchessa di Mondragone. Sin descendientes. Se casó en segundas nupcias con Pedro Homodei y Pacheco, ii marquesado de Almonacid de Los Oteros|marqués de Almonacid de los Oteros, y en terceras, con su cuñado, Carlos Homodei y Pacheco, iii marqués de Almonacid de los Oteros. Sin descendientes. Le sucedió su hermana:
- Juana de Moura y Moncada de Aragón, iii duchessa di Nocera, v marquesa de Castel-Rodrigo, iv condesa de Lumiares.

Se casó con Gisperto, príncipe Pío de Saboya y de San Gregorio. y en segundas nupcias con Luigi Contarini, dux de Venecia. Le sucedió, de su primer matrimonio, su hijo:
- Francisco Pío de Saboya y Moura (1672-1723), iv duca di Nocera,[4] vi marqués de Castel-Rodrigo, v conde de Lumiares, iii marqués de Almonacid de los Oteros, iii principe di San Gregorio.

Se casó con Juana Spínola de la Cerda y Colonna., hija de Carlo Filippo Spínola Colonna, iv marqués de los Balbases, duca di Sesto. Le sucedió su hijo:
- Gisberto Pío de Saboya y Spínola (m. Madrid, 12 de enero de 1776), v duca di Nocera,[4] vii marqués de Castel-Rodrigo, vi conde de Lumiares, iv marqués de Almonacid de los Oteros.[4]

Se casó en primeras nupcias en Madrid el 25 de junio de 1738 con María Teresa de la Cerda y Téllez-Girón y en segundas con Joaquina de Benavides y de la Cueva. Sin descendientes de ninguno de sus matrimonios, le sucedió su hermana:
- Isabel María Pío de Saboya y Moura (Madrid, 1719-Alicante, 8 de mayo de 1799), vi duchessa di Nocera,[4] viii marquesa de Castel-Rodrigo, vii condesa de Lumiares, v marquesa de Almonacid de los Oteros.[4]

Se casó en primeras nupcias con Manuel de Velasco y López de Ayala, xii conde de Fuensalida. Sin descendientes. Contrajo un segundo matrimonio en Madrid el 21 de febrero de 1747 con Antonio José Valcárcel y Pérez Pastor. Le sucedió, de su segundo matrimonio, su hijo:
- Antonio Valcárcel y Pío de Saboya (Alicante, 15 de marzo de 1748-Aranjuez, 14 de noviembre de 1808),vii duca di Nocera,[4] ix marqués de Castel-Rodrigo, viii conde de Lumiares y vi marqués de Almonacid de los Oteros.[4][6]

Se casó el 13 de marzo de 1772 con María Tomasa Pascual de Pobil y Sannazar. Le sucedió su hijo:
- Antonio Valcárcel y Pascual de Pobil, viii duca di Nocera,[4] x marqués de Castel-Rodrigo, ix conde de Lumiares.[4]

Se casó con Beatriz de Ursinos. Sin descendientes.
ÚLTIMO DUCA DI NOCERA.

## Nota
Al viii duca di Nocera le sucedió su hermana María de la Concepción Valcárcel y Pascual de Pobil, xi marquesa de Castel-Rodrigo, viii marquesa de Almonacid de los Oteros, que casó con Pascual Falcó de Belaochaga y Pujades, barón de Benifayó, en cuyo apellido Falcó, se sucedieron el marquesados de Castel-Rodrigo, el condado de Lumiares y la baronía de Benifayó, hasta el xvi marqués de Castel-Rodrigo, ii conde de Lumiares y xi barón de Benifayó, Alfonso Falcó y de la Gándara, que rehabilitó, con Alfonso XIII, el ducado di Nocera en 1922, con la denominación de ducado de Nochera.
___________________________________________________________________________________________________________________
- Alfonso Falcó y de la Gándara (Madrid, 9 de agosto de 1903-3 de mayo de 1967), ix duque de Nochera,[7] considerado como xv duca di Nocera (por tener en cuenta los anteriores duca di Nocera, que tuvieron derecho al título, aunque no lo ostentaron), fue también xvi marqués de Castel-Rodrigo,[7] ii conde de Lumiares, xi barón de Benifayó (los derechos señoriales de Benifayó fueron vendidos en 1872, por Miguel Falcó de Belaochaga al Ayuntamiento y sus vecinos, conservando solamente el título de Barón).

Se casó con Sveva Vittoria Colonna y Sursoch, hija de Mercantonio, principe e duca di Paliano. Sin descendientes. Le sucedió:
- María Asunción Falcó y de la Gándara (1883-1971), x duquesa de Nochera, xvii marquesa de Castel-Rodrigo, iii condesa de Lumiares.[7]

1. Casó el 2 de diciembre de 1916 con Pedro Caro y Martínez de Irujo (m. 26 de junio de 1935), VII marqués de la Romana y duque de Sotomayor.[8] Sin descendientes. Le sucedió su primo segundo:[9]

- Carlo Ernesto Balbo Bertone di Sambuy (1916-2003), xi duque de Nochera, xviii marqués de Castel-Rodrigo, iv conde de Lumiares, conte di Sambuy.[7]

Contrajo matrimonio con Gabrielle Wagnière y en segundas nupcias se casó con Laura Adani. Le sucedió, de su primer matrimonio, su hijo:
- Filippo Balbo Bertone di Sambuy y Wagnière (n. Roma, 14 de septiembre de 1956), xii duque de Nochera,[7] xix marqués de Castel-Rodrigo,[10] v conde de Lumiares.[7]

Se casó con Patricia Zapparoli. Tiene una hija: María Gabriela Balbo Bertone di Sambuy y Zapparoli.
ACTUAL DUQUE DE NOCHERA.